# Международный союз велосипедистов
Междунаро́дный сою́з велосипеди́стов (фр. Union Cycliste Internationale, UCI) является велосипедной ассоциацией, которая наблюдает за событиями по велоспорту на международном уровне. Это руководящий орган велосипедного спорта всего мира. UCI основан в швейцарском городе Эгль.

## История
В 2009 году UCI построил новый 200-метровый велодром в новом центре велоспорта рядом со штаб-квартирой.

## Штаб-квартира

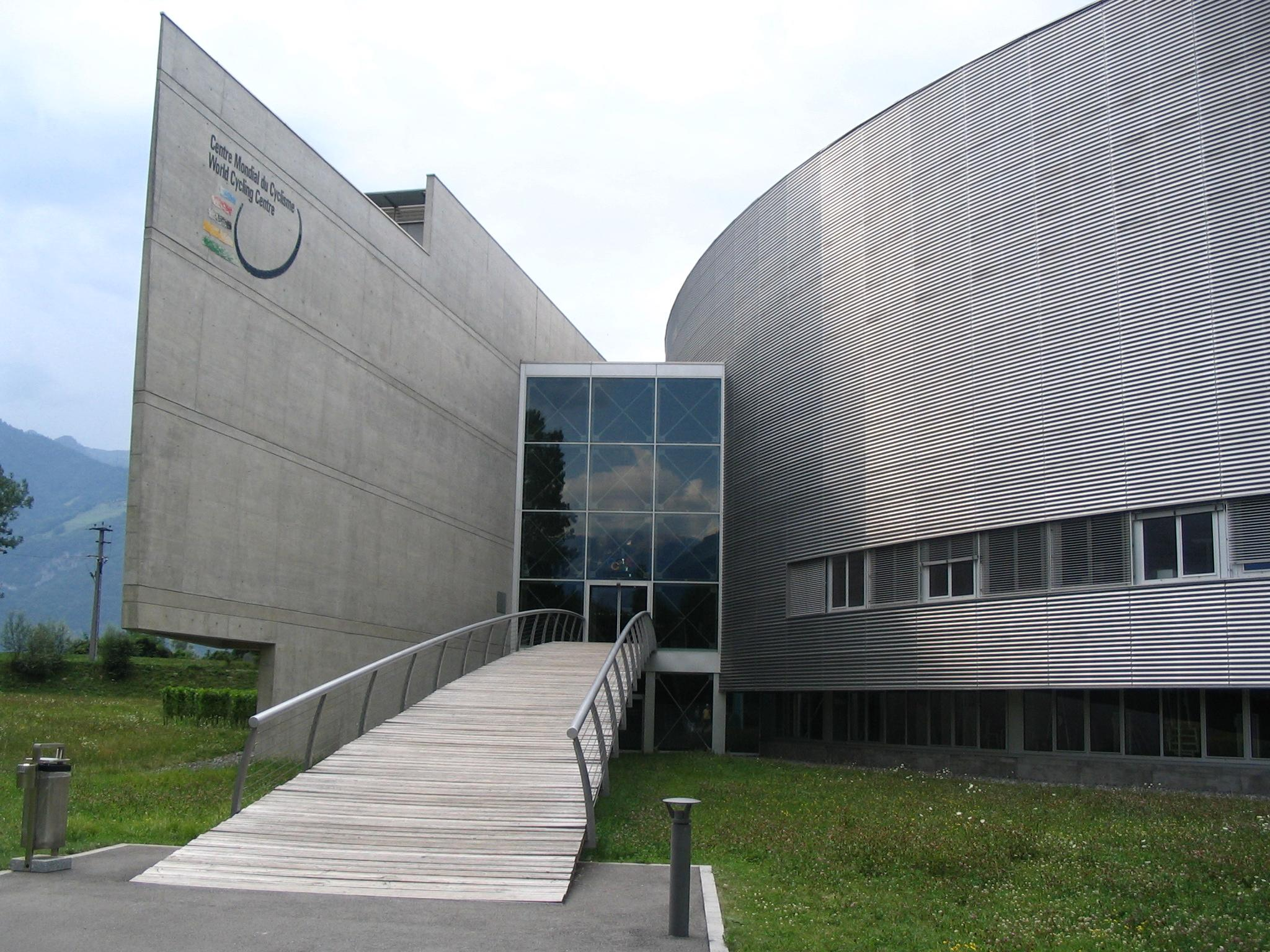
Вход в штаб-квартиру UCI в Швейцарии

Один из вариантов логотипа

### Президенты
| Имя              | Страна         | Президент       |
| ---------------- | -------------- | --------------- |
| Эмиль де Бекелер | Бельгия        | 1900—1922       |
| Леон Бретон      | Франция        | 1922—1936       |
| Макс Бурги       | Швейцария      | 1936—1939       |
| Альбан Коллиньон | Бельгия        | 1939—1947       |
| Ахилл Жуанард    | Франция        | 1947—1958       |
| Адриано Родони   | Италия         | 1958—1981       |
| Луис Пуиг        | Испания        | 1981—1990       |
| Хейн Вербрюгген  | Нидерланды     | 1991—2006       |
| Пэт Маккуэйд     | Ирландия       | 2006—2013       |
| Брайан Куксон    | Великобритания | 2013—2017       |
| Давид Лапартьян  | Франция        | 2017— наст. вр. |

## Федерации по континентам
Каждая национальная федерация входит в конфедерацию континента:
- Asian Cycling Confederation (ACC) — Азия;
- Union Européenne de Cyclisme (UEC) — Европа;
- Oceanian Cycling Confederation (OCC) — Океания;
- Confederacion Panamericana de Ciclismo (COPACI) — Америка;
- Confederation Africaine de Cyclisme (CAC) — Африка.

## Представители России в UCI
На сегодняшний день Россия имеет следующих представителей в органах UCI:
- Игорь Макаров — член Руководящего комитета с 2011 года[1][2];
- Александр Гусятников — член Комиссии по шоссейному велоспорту (англ. Road Commission)[3], ранее входил в состав Руководящего комитета;
- Виктор Берёзов — заместитель начальника правового управления Олимпийского комитета России[4], в сентябре 2010 года был избран в состав Арбитражного комитета[5] и Дисциплинарной комиссии[6].